# Диэтиксим
Диэтикси́м (Diaethyximum) — реактиватор холинэстеразы. Восстанавливает действие этого фермента при отравлении ингибиторами холинэстеразы (включая нервно-паралитические отравляющие вещества и фосфорорганические инсектициды). Применяется в качестве антидота вместе с атропином или другими холинолитиками при отравлениях фосфорорганическими соединениями.
Имеет структурное сходство с ацетилхолином. Проникает через гематоэнцефалический барьер. Оказывает слабое холинолитическое действие.

## Способ применения и дозировка
Вводят внутримышечно в виде 10% водного раствора. При начальных признаках отравления — 0,3—0,5 г (3—5 мл) этого препарата и 0,002—0,003 г (2—3 мл) 0,1% раствора атропина сульфата. При необходимости повторяют инъекции 2—3 раза с интервалами 3—4 ч. При отравлениях средней тяжести и при тяжёлых отравлениях дозы диэтиксима и атропина увеличивают. Целесообразно сочетание диэтиксима с дипироксимом.

## Форма выпуска
Форма выпуска: 10% раствор в ампулах по 5 мл.